# Denny Zeitlin
Denny Zeitlin (* 10. dubna 1938, Chicago) je americký jazzový klavírista, hudební skladatel a profesor psychiatrie na Kalifornské universitě v San Franciscu. Na klavír hrál již od dětství a své první album jako leader nazvané Cathexis vydal v roce 1964. Během své kariéry spolupracoval i s dalšími hudebníky, mezi které patří například Charlie Haden nebo David Friesen. Jeho manželkou je herečka Josephine Zeitlin.